# Corinne Niogret

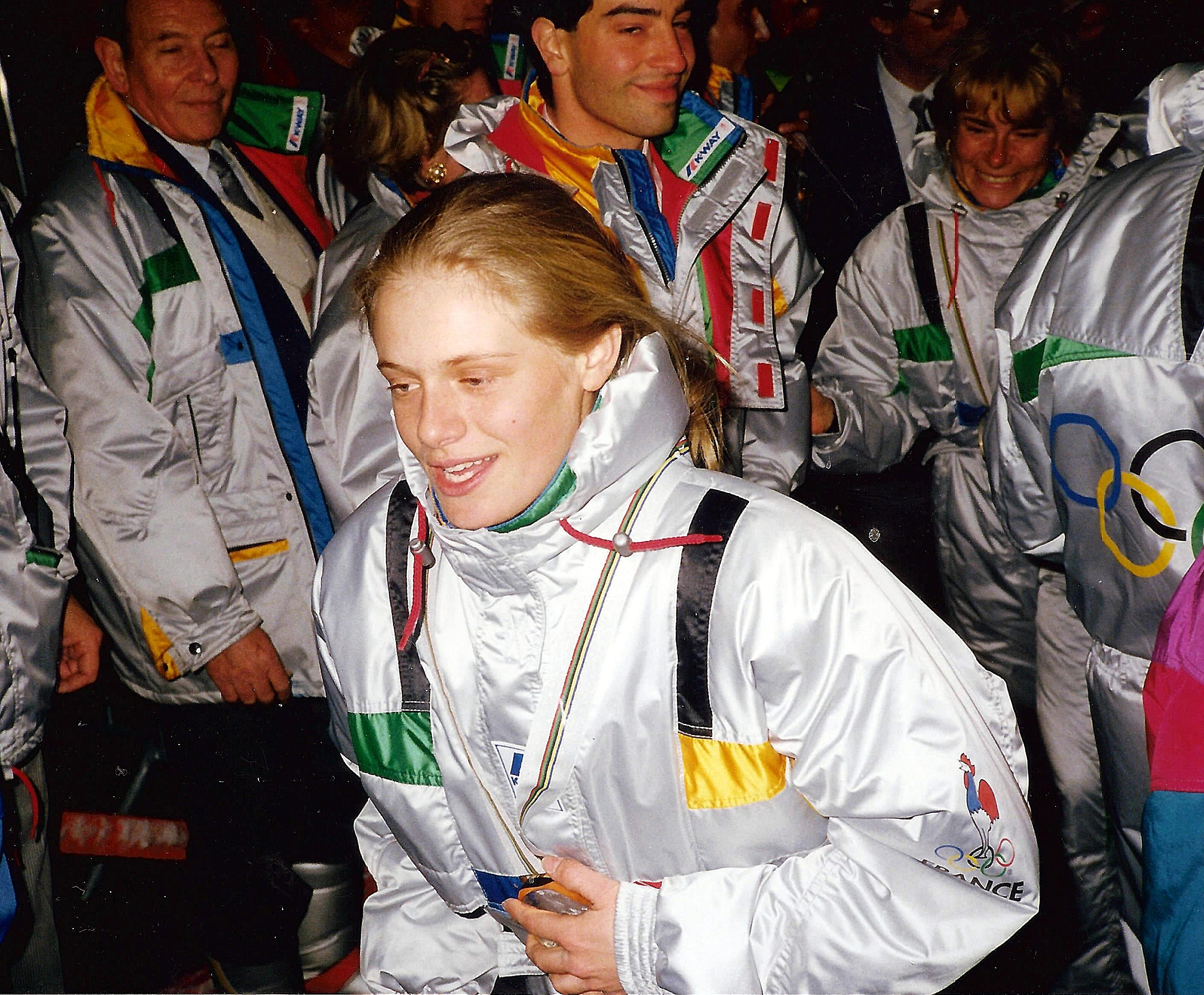
Corinne Niogret während der Medaillenzeremonie für die 3 × 7,5 km Staffel.(2018)

Corinne Mireille Dominique Niogret (* 20. November 1972 in Nantua) ist eine ehemalige französische Biathletin.
Corinne Niogret war 1988 zum ersten Mal im Biathlon-Weltcup aktiv. Bereits bei den Olympischen Winterspielen 1992 in Albertville konnte sie einen ihrer größten Erfolge erringen, sie gewann mit der französischen Staffel (damals 3 × 7,5 Kilometer) die Goldmedaille.
Corinne Niogret wurde außerdem dreimal Weltmeisterin, 1995 und 2000 gewann sie die Einzelrennen über 15 km, 1993 den Mannschaftswettbewerb.
Insgesamt gewann sie in ihrer Karriere 15 Medaillen bei Weltmeisterschaften und zwei Medaillen bei Olympischen Spielen. Ihre beste Endplatzierung im Weltcup erreichte sie im Jahr 2000 mit einem dritten Platz.

## Erfolge
- Olympische Winterspiele:
  - 1992: 1× Gold (Staffel)
  - 1994: 1× Bronze (Staffel)

- Weltmeisterschaften:
  - 1993: 1× Gold (Mannschaft), 1× Silber (Staffel)
  - 1994: 1× Bronze (Mannschaft)
  - 1995: 1× Gold (Einzel), 1× Silber (Staffel), 2× Bronze (Sprint, Mannschaft)
  - 1996: 1× Silber (Staffel), 1× Bronze (Mannschaft)
  - 1998: 1× Silber (Verfolgung)
  - 1999: 1× Silber (Einzel), 1× Bronze (Staffel)
  - 2000: 1× Gold (Einzel), 1× Bronze (Massenstart)
  - 2001: 1× Silber (Verfolgung)

- Gesamtweltcup:
  - 1× Platz 3 (1999/00)
- Weltcupsiege:
  - 8
- Gesamtbilanz im Weltcup

Die Tabelle zeigt alle Platzierungen (je nach Austragungsjahr einschließlich Olympische Spiele und Weltmeisterschaften).
- 1.–3. Platz: Anzahl der Podiumsplatzierungen
- Top 10: Anzahl der Platzierungen unter den ersten zehn (einschließlich Podium)
- Punkteränge: Anzahl der Platzierungen innerhalb der Punkteränge (einschließlich Podium und Top 10)
- Starts: Anzahl gelaufener Rennen in der jeweiligen Disziplin

| Platzierung | Einzel | Sprint | Verfolgung | Massenstart | Team | Staffel | Gesamt |
| ----------- | ------ | ------ | ---------- | ----------- | ---- | ------- | ------ |
| 1. Platz    | 3      | 2      | 2          | 1           |      | 3       | 11     |
| 2. Platz    | 3      | 3      | 7          |             |      | 6       | 19     |
| 3. Platz    | 6      | 6      | 1          | 3           |      | 11      | 27     |
| Top 10      | 27     | 40     | 25         | 10          | 1    | 38      | 141    |
| Punkteränge | 47     | 72     | 48         | 17          | 1    | 39      | 224    |
| Starts      | 57     | 98     | 52         | 18          | 1    | 39      | 265    |